# 李绾
李绾（8世纪778年后—861年），唐朝皇子，本名李浥，是唐顺宗李诵的第十五子，生母庄宪皇后。
生年不详，同母兄唐宪宗生于778年，当在之后。贞元四年（788年），李绾被祖父唐德宗封为河东郡王，授光禄卿。贞元二十一年（805年），李绾被父亲唐顺宗封为福王，任魏博节度大使。咸通元年（860年），册拜司空。咸通二年（861年），李绾去世。有一子，高陽郡王李慎。